# Александров, Геннадий Петрович (инженер)
Геннадий Петрович Александров (20.03.1928-01.05.1993) — военный инженер, лауреат Государственной премии СССР (1980).

## Биография
Родился 20.03.1928 в Ленинграде.
Окончил курс военной подготовки при техническом институте им. Молотова (1953).
Работал помощником военпреда на заводах «Красный металлист» и «им. К. Маркса», проходил службу на различных должностях в 23-м и 27-м арсеналах ракетного вооружения.
С 1959 г. старший офицер отдела Управления начальника реактивного вооружения. С 1965 г. заместитель начальника отдела, с 1967 г. начальник отдела войсковой части.
С 1970 начальник отдела Главного управления космических средств (ГУКОС) Министерства обороны СССР. Полковник (1973).
В 1983 г. уволен с действительной военной службы.
Лауреат Государственной премии СССР (1980). Почётный радист СССР (1977). Награждён орденом «Знак Почёта» (1975) и медалями.
Умер 01.05.1993 в Москве, похоронен на Троекуровском кладбище.
Жена — Тамара Васильевна, сын Дмитрий.